# Liste de pièces héraldiques
Cette page recense les différentes pièces héraldiques accompagnées d'une représentation visuelle où elles apparaissent de gueules sur champ d'argent.
- Haut – A
- B
- C
- D
- E
- F
- G
- H
- I
- J
- K
- L
- M
- N
- O
- P
- Q
- R
- S
- T
- U
- V
- W
- X
- Y
- Z

## A

### Adextré
Adextré est normalement un attribut de position, quand une pièce secondaire est à la dextre d'une pièce principale. Mais ce terme s'emploie aussi pour un écu dont le tiers dextre est d'une couleur différente du champ. Ce peut être alors une partition ou une pièce : le flanc dextre. Le terme étant ambigu, il vaut mieux blasonner avec « flanc » dans ce dernier cas, fort rare au demeurant : D'argent adextré de gueules = D'argent au flanc dextre de gueules.
Le symétrique, encore plus rare, peut se blasonner senestré.

## B

### Bande
Pièce honorable qui va de l'angle chef-dextre à l'angle pointe-senestre.
La bande peut être rebattue en nombre « N », ce qui équivaut à un « pseudo-tranché » de 2N, créant donc 2N+1 « pseudo-quartiers », les bandes remplissant les pairs

D'argent à la bande de gueules
D'argent, à deux bandes de gueules
D'argent, à trois bandes de gueules
D'argent, à cinq bandes de gueules

Si la bande est réduite en largeur (de moitié, voire au tiers), on parle de cotice

### Barre
Pièce honorable qui va de l'angle chef-senestre à l'angle pointe-dextre.
Se comporte comme la bande, en symétrique selon l'axe vertical de l'écu.
D'argent à la barre de gueules.

La barre est une pièce assez rare, considérée comme de « second ordre » par certains auteurs, considérée souvent comme brisure de cadet, ce qui en réalité est loin de constituer une généralité.

### Bâton
Bande ou cotice réduite en largeur, et normalement disposée en bande (qui ne se blasonne pas). Disposé en barre, on le blasonne « bâton en barre ».
D'argent au bâton de gueules.
Le bâton et le bâton péri sont généralement employés comme brisure.
La définition du bâton est très variable. On peut noter trois familles (notées selon l'auteur le plus représentatif de ces familles) :
- Crayencourt : bande ou barre réduite de moitié ;
- Pastoureau : cotice réduite ;
- Duhoux d'Argicourt ; synonyme de cotice, mais utilisé à la place de cotice quand celle-ci est « alésée » (= « péri » : raccourci en longueur) ou « écotée », ou « fleurdelysée ». Dans ce cas, le bâton n'est plus considéré comme une pièce, mais comme un meuble ordinaire.

### Bordure
Pièce honorable qui enveloppe intérieurement l'écu de toute part. Sa largeur est de l'ordre de un sixième de celle de l'écu. Contrairement à l'orle, la bordure touche le bord de l'écu. Quand son épaisseur est réduite, elle prend le nom de filière.
D'argent à la bordure de gueules.
On trouve parfois le terme « bordé », en parlant de tout l'écu. C'est fautif et donc à éviter. Sont dites bordées les pièces garnies d'un filet sur leur pourtour. Même si c'était correct pour tout l'écu, il s'agirait alors d'une filière non d'une bordure.
La bordure peut être componée, les carreaux s'adaptant au contour de l'écu :
D'argent à la bordure componée de gueules et de sable.

### Burelle
Parfois orthographiée « burèle ».
Fasce diminuée et employée en nombre pair (quatre ou plus). Seul, on parle plutôt de divise. Par paire et séparée par un espace de même largeur qu'elle, on parlera alors de jumelle. S'il y en a un nombre impair (trois, cinq ou sept), le terme trangle est à préférer.

D'argent à six burelles de gueules.

## C

### Canton
Le canton est une partition carrée, placée à un des angles de l'écu, au chef-dextre par défaut. On donne aussi le nom de canton aux quatre zones du champ laissées visibles par la croix et le sautoir.

#### Franc-canton et franc-quartier
Le franc-canton et le franc-quartier sont des pièces honorables également de forme carrée, dont la position peut être aussi aux angles, et aussi par défaut au chef-dextre (ailleurs, on doit le blasonner).
La taille respective de ces pièces diffère selon les auteurs aujourd'hui, particulièrement celle du canton, que l'on retrouve de toute façon assez peu dans les blasons. Toutefois, le canton est plus petit que le franc-canton, lui-même plus petit que le franc-quartier. Des valeurs retrouvées assez fréquemment sont :
Canton
sa largeur représente 2/7e de celle de l'écu
Franc-canton
sa largeur représente un tiers de celle de l'écu (il occupe donc un neuvième de l'écu)
D'argent au franc-canton de gueules.

Franc-quartier
sa largeur représente la moitié de celle de l'écu (il occupe donc un quart de l'écu)
D'argent au franc-quartier de gueules.

Franc-canton et franc-quartier ont été très utilisés par l'héraldique d'Empire pour indiquer les attributs du titulaire, souvent d'ailleurs avec confusion (franc-quartiers réduits à une taille de franc-canton — blasonné franc-quartier au neuvième de l'écu — pour que restent lisibles les figures des couches inférieures).

### Champagne
Pièce honorable occupant le tiers inférieur de l'écu. Lorsqu'elle est diminuée, elle prend le nom de plaine.
D'argent à la champagne de gueules.
La champagne en forme d'escalier est dite champagne « pignonnée ». 
Dans les blasons qui forment des tableaux, la champagne joue le même rôle que la terrasse des ornements extérieurs. Ne pas confondre avec la terrasse (qui est un meuble) qui souvent mouvante de la pointe ressemble à la champagne, avec la différence que sa partie supérieure est irrégulière.

### Chef
Pièce honorable qui occupe le tiers supérieur de l'écu. Le chef désigne aussi la région correspondante de la table d'attente.
D'argent au chef de gueules.
Quand le chef est lui-même doté d'un chef, il est dit surmonté de son propre chef. Pris absolument, le chef abaissé est surmonté d'un champ du même émail que l'écu. Inversement, il peut être soutenu par une pièce qui correspond à sa champagne. Réduit au 2/3 (parfois à 1/2) de sa hauteur normale, il prend le nom de comble, ou chef retrait. Il est dit rompu quand il est réduit à 1/3 de sa hauteur, mais est indiqué par Amédée de Foras comme sans emploi, « que les exemples que l'on trouverait résulteraient d'une mauvaise interprétation ».

### Chef en combinaisons
Le chef peut être combiné à d'autres pièces honorables pour former principalement le chef-pal, le chef-barre et le chef-bande. D'autre combinaisons sont possibles (chef-chevron, chef-croix, chef-sautoir…) mais sont très rares, voire non employées.
Chef-barrePièce honorable en forme de sept, résultant de la combinaison du chef et de la barre.
D'argent au chef-barre de gueules.
Chef-bandePièce honorable symétrique du chef-barre, résultant de la combinaison du chef et de la bande.
D'argent au chef-bande de gueules.
Chef-chevronPièce honorable, résultant de la combinaison du chef et du chevron.
D'argent au chef-chevron de gueules.
Chef-palPièce honorable en forme de « T », résultant de la combinaison du chef et du pal.
D'argent au chef-pal de gueules.

### Chevron
Pièce honorable en forme de V inversé, formée par la combinaison partielle de la bande et de la barre, se rencontrant à angle aigu près du bord supérieur de l'écu.
D'argent au chevron de gueules.

Le chevron peut être rebattu jusqu'à trois fois. Compte tenu de leur forme, les chevrons ne peuvent pas être répétés au-delà de trois.
D'argent à trois chevrons de gueules.
Le pavage par chevron en nombre pair se nomme chevronné.
L'origine du chevron (éperon de l'ancien chevalier, barrière de lice des anciens tournois, etc.) a reçu différentes interprétations.
Outre les attributs modificateurs habituels des figures géométriques, le chevron hérite des attributs propres aux figures pointues (appointé,…) et dispose de quelques modificatifs spécifiques :
- chevron failli (ou défaillant), chevron dont la moitié manque à dextre ou à sénestre ;
- chevron rompu (ou brisé), en plusieurs morceaux. La brisure est normalement située à la pointe du chevron, sinon on précise à dextre ou à sénestre ;
- chevron couché, tourné d'un quart de tour et présentant normalement sa pointe à dextre. Dans l'autre sens, c'est un chevron couché contourné ;
- chevron écimé, dont la pointe est tronquée à l'horizontale ;
- chevron en ogive, chevron dont les deux montants sont courbés, figurant un arc d'ogive,

Chevron pal Figure très rare, formée par la réunion du chevron et de la partie inférieure du pal. Combiné avec la partie supérieure du pal c'est le pairle renversé.
D'argent au chevron-pal de gueules.
ChevronnelChevron étroit, faisant moins de la moitié de la largeur d'un chevron normal. Également nommé étai.

### Comble
Chef diminué, réduit à moins de la moitié de sa hauteur normale. On blasonne aussi chef retrait.

### Cotice
Petite bande, quand elle est rebattue au-delà de quatre pièces, ou réduite au tiers en largeur. Souvent employée seule comme brisure.
D'argent à la cotice de gueules.
La cotice peut être employée dans d'autres positions qu'en bande (barre, fasce, pal), ce qui est alors blasonné. Une cotice réduite est un filet.
La cotice peut se placer parallèlement à une pièce honorable, dont elle suit alors les contours du côté extérieur. Quand la cotice est simple, la pièce honorable peut être dite coticée.
Une cotice à la fois potencée et contre potencée suit la forme des potences en se pliant sur toute son épaisseur, au lieu de présenter de simples excroissances :
D’argent à une cotice en fasce de gueules, potencée et contre-potencée.

Il ne faut pas confondre cette situation avec celle d’une double cotice, dont l’une est potencée et l’autre contre-potencée, les potences étant alors enclavées les unes dans les autres :
D’azur à la bande d’argent, côtoyée de deux doubles cotices potencées et contre-potencées d’or, qui est de Champagne.
Dans ce cas, les méandres ne sont pas formés par la cotice, mais par l’intervalle intérieur où le champ apparaît. On obtiendrait un dessin pratiquement équivalent avec le blasonnement suivant :
D’azur à la bande d’argent, côtoyée de deux bandes d’or chargées chacune d’une cotice potencée et contre-potencée du champ.

### Croix
Pièce honorable en forme de croix, formée par la combinaison de la fasce et du pal.
D'argent à la croix de gueules, qui est de Milan, de Gênes, de Fribourg…
Les quatre régions aux angles de la croix correspondent aux cantons de l'écu. Quand ces régions sont occupées par des meubles secondaires, la croix est dite cantonnée de ces pièces.
La croix connait de nombreuses variations, en particulier elle peut être « alésée », c'est-à-dire raccourcie de manière à ne pas atteindre le bord du champ.
D'argent à la croix alésée de gueules.

De nombreuses variations impliquent que la croix doit être d'abord alésée avant de pouvoir figurer les variations voulue (ainsi pour fleurdelisée, tréflée, ancrée, anillée, etc.) le caractère alésé n’est alors généralement pas blasonné.
La croix devient meuble lorsqu'elle apparait en nombre et/ou en plus petite taille, sous le nom de « croisette «, bien que, parfois, elle garde le nom de croix.

## D

### Divise
Appelée aussi « devise ».
Fasce réduite de moitié en largeur, employée seule dans son champ.

Selon Charle de Grandmaison, même si le blason ne comporte pas de chef, elle est placée ordinairement à cette place. Si elle se situe ailleurs, il faut alors le blasonner. Mais selon Pierre Palliot sa position par défaut est celle d'une fasce, et lorsqu'elle est dans la position haute, elle se blasonne divise en chef.
D'argent à la divise en chef de gueules.
Une divise peut être posée sous un chef, auquel cas on blasonne au chef soutenu d'une divise. Dans ce cas, la règle des couleurs s'applique à la burelle et non plus au chef.

D'argent au chef d'azur soutenu d'une divise de gueules.

Divise (ou devise) est en fait un raccourci pour fasce en divise, le terme signifiant de moitié largeur et s'applique à d'autres pièces : bande en divise, barre en divise, chevron en divise.
Voir jumelle, trangle et burelle.

## E

### Écusson
Considéré quasi unanimement comme pièce honorable quand il est placé en abîme du blason et de la taille de ce point (1/3 de large, 1/3 de haut), il n'est considéré que comme simple meuble héraldique en nombre ou placé différemment, de taille plus libre (voir écusson) mais sans changer de nom (cf. la croix qui, en meuble, devient « croisette »).

D'argent à l'écusson de gueules.

### Escarre
Orthographié parfois « esquarre », nommé aussi « équerre ».
Équerre de charpentier, qui forme bordure à deux côtés seulement d'un quartier, correspondant à l'intérieur de l'écu.
Défini parfois comme pièce honorable, occupant la place d'un quartier réduit du canton correspondant.

D'argent à l'escarre de gueules.

### Étai
Synonyme de chevronnel.

### Etrez
Synonyme de filet en croix.

## F

### Fasce
Pièce honorable constituée par une bande horizontale occupant le milieu de l'écu.

D'argent à la fasce de gueules.
Elle peut être haussée lorsqu'elle se retrouve plus haute que son milieu, ou bien abaissée.
La combinaison de la fasce et du pal donne la fasce-pal. La fasce réduite à moins du tiers de sa largeur habituelle est une divise. Rebattues au-delà de quatre, elles se nomment burèles ou trangles.
La fasce, rebattue ou non, peut aussi être ondulée (entre autres possibilités d'aspect).

D'argent à la fasce ondée de gueules.
Fasce-pal
Pièce honorable résultant de la combinaison de la fasce et du pal, en forme de « ┴ » ou de « ┬ » selon que le pal est en chef ou en pointe. Par défaut, le pal est en pointe. En toute logique, lorsqu'il est en chef, la combinaison devrait être dite pal-fasce.

D'argent au fasce-pal de gueules.

### Filet
Cotice très diminuée, et qui peut prendre les mêmes positions (qui sont toujours blasonnées : en fasce, pal, bande, barre).
Filet en croixFilet en croix, ou etrez. Croix dont l'épaisseur est réduite à un filet.
FilièreBordure dont l'épaisseur est réduite à un filet.

### Flanc
Pièce honorable qui correspond au bord (dextre ou sénestre) de l'écu, et se prolonge jusqu'au tiers.
D'argent à un flanc dextre de gueules.
Les flancs dextre et sénestre peuvent être blasonnés comme des pals ayant « glissé » à dextre ou à sénestre (voir adextré) 

### Franc-canton
Pièce honorable en forme de carré, légèrement plus grande que le canton.

### Franc-quartier
Pièce honorable en forme de carré occupant en coin le quart de l'écu.

## G

### Giron
Triangle rectangle ayant pour base la moitié d'un des côtés du champ et dont l'angle opposé est au centre de celui ci.
Par défaut, il s'agit de celui mouvant de la moitié supérieure du flanc dextre. 
Pour un autre giron, il convient de blasonner de quelle moitié il est mouvant.
Ces pièces correspondent aux formes obtenues par un gironné de 8 pièces (parti, coupé, taillé et tranché).
Par extension on peut blasonner giron une pièce dont la forme est issue d'un gironné de 6 (dit mal-gironné), 10, 12 ou 16 girons.
Dans ce cas, le blasonnement est plus délicat, il convient de préciser le gironné dont il est issu, et le numéro du giron qu'il lui serait affecté dans ce gironné, selon la priorité chef avant pointe puis dextre avant senestre, D'autant plus délicat pour les gironnés de 6, 10 et 12 pièces, qui peuvent se faire soit à partir d'un coupé, soit à partir d'un parti. Heureusement ce type de giron est fort rare.
D'argent à un giron de gueules mouvant du chef à senestre.

### Gousset
Pièce formée pour la partie supérieure par un triangle mouvant du chef, et qui rejoint un pal pour la partie inférieure. 
D'argent au gousset de gueules.
Le gousset tire son nom d'une pièce de tissu de forme similaire qui, dans la confection des vêtements, servait à former l'aisselle et, antérieurement, de la pièce métallique qui reliait le devant à l'arrière de l'armure, protégeant ainsi le cœur d'un coup latéral. 

## H

### Hamaide, hameide ou hamade
Pièce formée par trois fasces alaisées, aux extrémités souvent légèrement arrondies ou en biseau (chanfreinées). Bien que considérée généralement comme une seule pièce, on la trouvera parfois blasonnée (par exemple) d'argent à trois hamaides de gueules, quand en fait il faudrait simplement dire d'argent, à une hamaide de gueules. Le nom tire son origine de La Hamaide (Belgique), dont les seigneurs portaient d'or, à une hamaide de gueules.

## J

### Jumelle
Paire de burelles séparées par un espace de même largeur qu'elles, le tout ayant l'épaisseur d'une fasce. Lorsque plusieurs jumelles sont présentes, elles occupent le même espace qu'occuperaient des fasces en nombre équivalent.
Les jumelles peuvent être positionnées autrement qu'en fasce (le plus souvent en bande) ce qui dans ce cas doit être blasonné.
D'argent à la jumelle de gueules.

## L

### Lambel
Brisure formée d'un filet horizontal garni de pendants. Il est le plus souvent apposé dans la partie supérieure du blason. Le lambel est généralement une brisure de cadet.

D'argent au lambel de gueules.
Le nombre de pendants n'est blasonné que s'il est de deux ou supérieur à trois (par exemple le blason de Philippe Hurepel).

## O

### Orle
Pièce similaire à la filière, mais distante des bords d'une valeur égale à son épaisseur.
D'argent à l'orle de gueules.

## P

### Pairle
Pièce honorable formée par la partie inférieure du pal et les parties supérieures de la bande et de la barre.

D'argent au pairle de gueules.
Le pairle peut être alaisé et aiguisé. Cette forme est appelée shakefork en héraldique britannique, mais n'a pas d'équivalent spécifique en héraldique FR.

D'argent au pairle alaisé et aiguisé de gueules.

### Pal
Pièce honorable formant une bande verticale au milieu de l'écu.

D'argent au pal de gueules.
Le pal est couramment rebattu jusqu'à trois fois, et peut l'être jusqu'à quatre. Au-delà, on parle de vergettes. Il peut être combiné au chef, formant le chef-pal, ou à la fasce, formant la fasce-pal.

### Pièce
Terme utilisé comme « joker » dans les blasonnements pour éviter les répétitions (exemple : au lieu de blasonner « coticé d'or et d'azur de 10 cotices », on dira « coticé d'or et d'azur de 10 pièces ».

### Pile
Pièce triangulaire en forme de triangle isocèle, dont la base occupe les 2/3 de largeur de l'écu mouvante du chef vers la pointe, sans l'atteindre. En barre ou en bande, elle est mouvante d'un angle du chef.

D'argent à la pile de gueules.

### Plaine
Champagne diminuée.

### Pointe
Pièce triangulaire en forme de triangle isocèle, dont la base occupe les 2/3 de largeur de l'écu mouvante de la pointe vers le chef, sans l'atteindre. En fasce, elle est mouvante d'un flanc, en barre ou en bande, elle est mouvante d'un angle de la pointe.

D'argent à la pointe de gueules.

## S

### Sautoir
Pièce honorable, formée par une barre et une bande réunies, en forme de croix de saint André. 

D’argent au sautoir de gueules.
Les parties du champ laissées libres par le sautoir prennent le nom de « canton » par analogie avec la croix, et le sautoir est « cantonné » quand ces espaces sont garnis de pièces secondaires.

### Senestré
S'écrit aujourd'hui aussi « sénestré ». Voir « Adextré »

## T

### Tierce
Groupe de 3 trangles séparées par un espace de même largeur qu'elles, le tout ayant l'épaisseur d'une fasce.
La tierce fonctionne et se blasonne de façon analogue à la jumelle (voir ce terme).

D'argent à une tierce de gueules.

### Trangle
Fasce diminuée figurant toujours en nombre impair sur le blason. Lorsqu'il n'y en a qu'une, on parle plutôt de divise. Employée en nombre pair, on parlera alors de burelle.

### Traverse
Réduction en largeur d'une bande, pratiquement synonyme de bâton.

D’azur semé de fleurs de lys d’or, à une traverse componée d’argent et de gueules, qui est d'Évreux.

## V

### Vergette
Pal réduit en largeur, rebattu cinq fois ou plus.

D'argent à cinq vergettes de gueules.

### Vêtement
Pièce formée par la réunion de quatre triangles qui occupent les coins de l'écu, laissant apparaître le champ sous forme de grand losange.
D'argent au vêtement de gueules..
Note : Ce type de figure est plutôt vu comme une partition, qui s'exprime alors par « vêtu ».
D'argent vêtu de gueules.